# Tezepelumab
Tezepelumab, es vendido bajo la marca Tezspire, es un medicamento utilizado para el tratamiento del asma .   Se utiliza específicamente para el asma grave, que no se controla con otros medicamentos, en personas mayores de 12 años.  Este medicamento se administra mediante inyección debajo de la piel cada 4 semanas. 
Los efectos secundarios de este medicamento incluyen dolor en las articulaciones y dolor de garganta;  otros efectos secundarios pueden incluir reacciones alérgicas .  Si bien no hay evidencia de que el uso de este medicamento sea perjudicial durante el embarazo, dicho uso no ha sido bien estudiado.  Es un anticuerpo monoclonal que bloquea la linfopoyetina del estroma tímico , lo que resulta en una menor inflamación de las vías respiratorias.  
Este medicamento fue aprobado para uso médico en los Estados Unidos en 2021 y en Europa en 2022.   En Estados Unidos cuesta unos 48.000 dólares estadounidenses al año a partir de 2022.  Aunque fue aprobado en el Reino Unido, aún no se había comercializado en 2022. 